# Prism (övervakningsprogram)

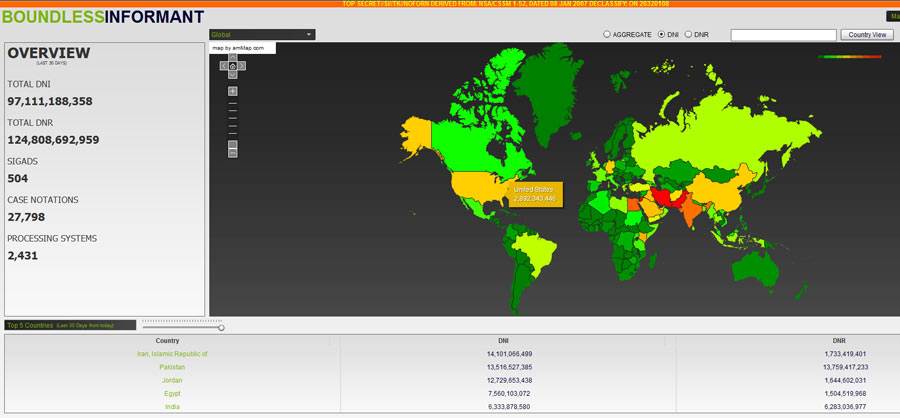
Karta över NSA:s globala datainsamling

Prism är ett signalspaningsprogram som används av amerikansk underrättelseverksamhet för insamling av uppgifter från hela världen. Dokument som den tidigare CIA-anställde visselblåsaren Edward Snowden läckte i juni 2013 visar att  programmet har gett NSA och FBI tillgång till realtidskommunikation såväl som lagrad information från människor över hela världen via nio Internet-företag: Microsoft anslöts 2007 (inklusive Skype 2011), Yahoo! 2008, Facebook 2009, Paltalk 2009, Google 2009 (inklusive Youtube 2010),  AOL 2011  och Apple 2012. Data som amerikanska myndigheter kan inhämta med Prism inkluderar inloggningsuppgifter, e-post, meddelanden på sociala nätverk, porträttfotografier (som kan användas för ansiktsigenkänning), videoklipp, video- och röstchatt, IP-telefoni och filöverföringar. I de läckta dokumenten anges att Prism:s signalspaning är "den främsta källan för underrättelser i NSA:s analysrapporter", och ofta används i analysrapporter till presidenten.  
Avslöjandet visar att även personer i USA avlyssnats i stor skala, men enligt chefen för National Intelligence James Clapper får Prism inte avsiktligen användas för insamling riktad mot amerikaner eller någon i USA. Insamling av utländska underrättelser är emellertid tillåtet enligt avsnitt 702 av Foreign Intelligence Surveillance Act (FISA) från 1978 med tillägg från 2008. Enligt Clapper övervakas programmet av en särskild domstol, kongressen samt den verkställande makten, och säkerställer enligt honom att insamling, lagring och spridning av uppgifter om amerikaner av misstag ska hållas till ett minimum. 
PRISM är en efterföljare till det Terrorist Surveillance Program som startades efter 11 september-attackerna. Enligt NSA:s whistleblower William Binney fyller PRISM hål i de underrättelser som NSA sedan länge insamlar via nätleverantörer, och ger FBI bevisning i domstolar.